# Надеждин, Михаил Владимирович
Михаи́л Влади́мирович Наде́ждин (укр. Михайло Володимирович Надєждін; 18 мая 1935, с. Константиновка, Хотенский район (ныне Сумский район, Сумская область) — 5 декабря 2023, Кропивницкий) — советский и украинский художник, живописец, заслуженный деятель искусств Украины (1994), народный художник Украины (1997). Лауреат премии А. А. Осмеркина. Депутат Кировоградского областного совета от партии «Батькивщина» блок Ю. Тимошенко.

## Биография
Родители Михаила Владимир Иванович и Александра Марковна работали в колхозе им. Чапаева. Мать награждена Звездой Матери-Героини. Михаил родился шестым ребёноком из десяти в крестьянской семье. Детство и юность прошли в местечке Белополье. Дед Михаила (по материнской линии), Марко Иванович Надеждин бил иконописцем.
В 1957 году, после службы в армии, поступил в Днепропетровское государственное художественное училище. В это время в ДГХУ сложился крепкий костяк художников-педагогов: Григорий Чернявский, Николай Родзин, Александр Куко. Там же, в Днепропетровске, в 1962 году женился на студентке медицинского института Вере Ивановне Мягкой.
С 1962 по 1963 годы М. Надеждин работает по распределению в Верхнехортицком педагогическом училище (ныне город Запорожье), где преподает рисунок. 19 июня 1963 года родился сын Андрей. Художник с семьей переезжает в город Кировоград на родину жены, где с 1963 по 1973 годы работает преподавателем детской художественной школы. Он организовывает и участвует в выставках.
В 1973—1982 годах художник-оформитель художественно-производственных майстерских Художественного Фонда УССР.
В 1982—1989 годах главный художник художественно-производственных майстерских Художественного Фонда УССР.
В 1985 году инициировал создание в Кировограде организации Союза художников Украины. В 1989 году был избран её первым председателем, на этой должности оставался до 2015 года.
Умер 5 декабря 2023 года в Кропивницком.

## Произведения
1. Барнаул. Военный лагерь. 1955 г.
2. Курс днепропетровского художественного училища в парке Чкалова, г. Днепропетровск, 1961 г.
3. М.Надеждин с женой Верой в мастерской. Кировоград. 1968 г.
4. Автопортрет. 1962 г.бумага., акв., 51х38 см.
5. Стандартизация. 1965 г.х., м., 98х62 см
6. Автопортрет. 1967 г,.стекло, м., 53х36 см.
7. Хирургия 1966 г. Стекло, масло, коллаж., 85х55 см.
8. Фауст хх века 1968 г.
9. Двое. 1968 г.,бум., ретуш, 30х40 см
10. Сады эдема 1969 г., бум., ретуш. 40х59. (Из собрания художественно-мемориального музея А. А. Осмеркина).
11. Проект памятника Дон-Кихоту.1960-е гг.
12. Художник и модель. 1969 бум., ретуш. 57х49.
13. Художник и модель. 1970 г..,х., м., 117х93 см.
14. Портрет отца.1973 г. х.,м., 99х62 см.
15. Сон. 1975 г.,х., м., 70х90 см .(Из собрания Кировоградского областного художественного музея).
16. Портрет жены. Вера.1975 г. Картон, масло. 67х65 см. .(Из собрания Национального художественного музея Украины).
17. У моря І. 1994 г.,х., м., 60х80 см
18. Рыбак на чёрной речке. 1995 г. 180 х 130 см.
19. Сады эдема. 1992 г., 141х 323 см х.м.
20. Август. 1995 г.,х., м., 120х80 см. (Из собрания Сумского областного художественного музея).
21. В мастерской художника. 1999 г., х., м., 80х97 см .(Из собрания художественно-мемориального музея А. А. Осмеркина).
22. Курица или яйцо?. 2001 г., х., м., 60х80 см .(Из собрания Кировоградского областного художественного музея).
23. Натюрморт з косовским глечиком. 2008 г. х.,м., 76х70см
24. Поиск. 1991 г., х.,м., 108х122 см. (Из собрания художественно-мемориального музея А. А. Осмеркина).
25. Автопортрет. 2001 г., х., м., 70х40 см
26. Натюрморт с белой сиренью. 2014 г. х., м. 70х60 см. (частное собрание)
27. Натюрморт с кувшином. 2014 г. х., м. 53,5х42 см. (частное собрание)

## Семья
- Жена — Надеждина Вера Ивановна (Мягкая) 1936—2009 гг.
- Дети — Надеждин Андрей Михайлович, Надеждина (Журавель) Оксана Михайловна, оба члены НСХАУ.